# Reichsheim-Arbeitsgemeinschaft
Die Reichsheim-Arbeitsgemeinschaft war nach dem Ersten Weltkrieg eine organisatorische Einrichtung von Unternehmen der Lebensversicherungsgesellschaften und -banken. Der Zweck dieser Arbeitsgemeinschaft bestand darin, Konzepte zu entwickeln, damit Mittel aus den Lebensversicherungen als Kapital für die Baugenossenschaften zur Verfügung gestellt werden konnten.
In der Reichsheim-Arbeitsgemeinschaft organisierten sich im Dezember 1927 elf Unternehmen der Lebensversicherungsgesellschaften, wie aus einer Veröffentlichung vom Reichsaufsichtsamt für Privatversicherung aus dem Jahre 1928 hervorging. Die Lebensversicherungen sollten den Baugenossenschaften über Hypotheken Geldmittel für den Wohnungsbau zur Verfügung stellen.
Als Vertreter der Arbeitsgemeinschaft wirkte die Reichsheim AG für Siedlungs- und Baukredite. Die AG propagierte in ihren Prospekten ihre Angebote, den Baugenossenschaften bei der Kreditbeschaffung behilflich zu sein, weil von Seiten der Lebensversicherungen deren Mittel für die Baukreditierung fast gänzlich verschlossen blieben. Dabei sollte die Mittelbeschaffung sich nicht nur auf die Einzelfinanzierung eines Bauvorhabens beschränken, sondern die AG wollte auch für den Bedarf von Realkrediten zur Verfügung stehen.
Als Gegenleistung sollten die Baugenossenschaften dafür unter ihren Mitgliedern eine Werbung für den Abschluss einer Lebensversicherung veranlassen. Diese Verpflichtung wurde am 25. April 1928 auf der Mitgliederversammlung des Hauptverbandes deutscher Baugenossenschaften in Berlin bekannt gemacht. In diesem Zusammenhang sollte eine Anleihe in Höhe von 90 Millionen Reichsmark aufgenommen werden, die durch die in der Arbeitsgemeinschaft aufgestellten Lebensversicherungen, mehreren Banken und Interessenten garantiert werden sollte. Dafür sollte eine Zweckgesellschaft in New York gegründet werden.
Dieses Vorhaben scheiterte jedoch an den Einwendungen deutscher Stellen und ihrer Sachverständigen, die es grundsätzlich ablehnten, ausländische Fremdmittel im deutschen Wohnungsbau einzusetzen. Als maßgebende Stelle, die die Einwendungen erhob, wirkte der Ausschuss zur Untersuchung der Erzeugungs- und Absatzbedingungen der deutschen Wirtschaft. Weiterhin gab es Entwicklungen am amerikanischen Kapitalmarkt im Jahre 1928, die gegen eine Kapitalaufnahme sprachen. Da mit dieser Aktion sichtbar wurde, dass es fremde Interessen für diese Finanzierung von Bauvorhaben für die Baugenossenschaften gab, blieben diese Pläne der Arbeitsgemeinschaft ohne große Erfolgsaussichten.

## Liste der Lebensversicherungen der Arbeitsgemeinschaft
- Aachener und Mannheimer Lebensversicherungs AG, Potsdam
- Allgemeine Rentenanstalt, Lebens- und Rentenversicherungs AG, Stuttgart
- Concordia Lebensversicherungsbank AG, Köln
- Gerling-Konzern Lebensversicherungs AG, Köln
- Janus, Hamburger Versicherungs AG, Hamburg
- Magdeburger Lebensversicherungsgesellschaft AG, Magdeburg
- Münchener Lebensversicherungsbank AG, München
- Neuer Atlas Lebensversicherungsbank AG, Ludwigshafen
- Nordstern Lebensversicherungsbank AG, Berlin-Schöneberg
- Phönix Lebensversicherungsgesellschaft, Wien, Direktion für Deutschland in München
- Schlesisch-Kölnische Lebensversicherungsbank AG, Berlin